# Хороший лікар (телесеріал, 2017)
«Хороший лікар» (англ. The Good Doctor) — американський телесеріал Девіда Шора в жанрі медичної драми, заснований на однойменному корейському серіалі 2013 року. Прем'єра відбулася 25 вересня 2017 року на телеканалі ABC.
30 березня 2022 року телесеріал продовжено на шостий сезон. 19 квітня 2023 року телесеріал було продовжено на сьомий сезон. 11 січня 2024 року стало відомо що сьомий сезон буде останнім.
З 2021 по 2022 рік телесеріал транслювався на каналі «Індиго TV».
З 3 лютого по 22 травня 2025 року телесеріал транслювався на каналі «1+1 Україна» з понеділка по четвер. Прем'єрні серії транслювалися о 17:00 з цензурою та з рейтингом 12+ (сцени в операційних та ті в яких фігурували паразити й інші сцени для чутливих були заблюрені), а також повтор серій минулого дня о 22:00 без цензури з рейтингом 16+.
З 5 травня 2025 року серіал перестали показувати о 17:00. Натомість серіал транслюється лише о 22:00 з понеділка по четвер по дві серії, без повтору серій наступного дня як це було до цього.

## Українське багатоголосе закадрове озвучення
Серіал існує два варіанти багатоголосого закадрового озвучення: студії каналу «Україна» та студії «1+1». В озвученні студії «1+1», роль Шона Мерфі озвучував Ярослав Шахторін.

## Синопсис
Серіал розповідає про Шона Мерфі, молодого хірурга з діагнозами аутизм і синдром саванта з невеликого містечка, в якому він провів нещасливе дитинство. Він переїжджає та отримує роботу в престижному хірургічному відділенні лікарні Сан-Бонавентура в Сан-Хосе. Лікар використовує свій вроджений талант для того, щоб рятувати життя пацієнтів і кинути виклик скептицизму своїх колег; в цьому йому допомагає наставник і друг Аарон Глассман.

## У ролях
- Фредді Гаймор — доктор Шон Мерфі[7]
- Антонія Томас — доктор Клер Браун[8]
- Ніколас Гонсалес — доктор Ніл Мелендес[7]
- Чуку Моду — доктор Джаред Калу[9]
- Бо Гарретт — Джессіка Престон[10]
- Гілл Гарпер — доктор Маркус Ендрюс[11]
- Річард Шифф — доктор Аарон Глассман[12]
- Темлін Томіта — Аллегра Аокі
- Христина Чанг — доктор Одрі Лім
- Фіона Губелманн — доктор Морган Резник
- Рейчел Бостон — Кей
- Пейдж СПАР — Лея
- Джулі Гонсало — Дженна
- Кері Матчетт — мати Ліама

## Виробництво
Серіал був замовлений 11 травня 2017 року. Після успіху пілотної серії телеканал продовжив серіал на повний сезон. У травні 2018 року канал ABC, після успіху серіалу, замовив другий сезон.

## Відгуки критиків
На сайті-зібранні Rotten Tomatoes серіал отримав 55 % «свіжості» з середнім балом 5,35/10, що базується на 38 рецензіях. Критичний консенсус сайту говорить: «Важка манера оповіді „Хорошого лікаря“ послаблює враження від блискучої гри головного героя, проте, незважаючи на всі хитрощі, націлені на маніпуляцію емоціями глядача, ще залишається безліч можливостей для покращення». На Metacritic серіал тримає 53/100 на основі 15 змішаних і середніх відгуках критиків.

## Сезони
| Сезон | Епізоди | Епізоди | Оригінальний показ | Оригінальний показ |
| Сезон | Епізоди | Епізоди | Перший показ       | Останній показ     |
| ----- | ------- | ------- | ------------------ | ------------------ |
| 1     | 18      | 18      | 25 вересня 2017    | 26 березня 2018    |
| 2     | 18      | 18      | 24 вересня 2018    | 11 березня 2019    |
| 3     | 20      | 20      | 23 вересня 2019    | 30 березня 2020    |
| 4     | 20      | 20      | 2 листопада 2020   | 7 червня 2021      |
| 5     | 18      | 18      | 27 вересня 2021    | 16 травня 2022     |
| 6     | 22      | 22      | 3 жовтня 2022      | 1 травня 2023      |